# João Goulart Filho
João Vicente Fontella Goulart (Rio de Janeiro, 22 de novembro de 1956), também chamado de João Goulart Filho, é um filósofo e político brasileiro filiado ao Partido Comunista do Brasil (PCdoB).

## Biografia
Filho do ex-presidente João Goulart e de Maria Thereza Goulart, viveu sua infância e adolescência do exílio no Uruguai ao lado dos pais. Foi um dos fundadores do Partido Democrático Trabalhista, ao lado do seu tio Leonel Brizola.
É fundador e atual presidente do Instituto João Goulart, que tem objetivo voltado à pesquisa histórica e à reflexão sobre o processo político brasileiro em prol da soberania nacional.
Exerceu ao longo da vida um mandato de deputado na Assembleia Legislativa do Rio Grande do Sul, em 1982, eleito pelo PDT. Mudou-se para o PGT em 2002, partido que se fundiu ao Partido Liberal juntamente com o PST, em 2003. Voltou para o PDT, onde permaneceu até o início de 2017, em oposição ao apoio mantido pelo partido ao governo Rodrigo Rollemberg (PSB), no Distrito Federal, após o governador barrar a construção do Memorial da Liberdade e Democracia Presidente João Goulart. Foi candidato à Presidência da República em 2018 pelo Partido Pátria Livre, que fez fusão com o Partido Comunista do Brasil - PCdoB, onde atua como dirigente e presidente do partido no Distrito Federal.
É autor dos livros Entre anjos e demônios: poemas do exílio e Jango e eu: memórias de um exílio sem volta, este em sua terceira edição pela Editora Civilização Brasileira e indicado ao prêmio Jabuti como melhor biografia. 
João Goulart Filho é atualmente casado com Verônica Theml Fialho Goulart,  tem sete filhos, seis homens e uma mulher.

### Processo contra os Estados Unidos
Durante a promoção do seu livro em território brasileiro em novembro de 2002, Lincoln Gordon, ex-embaixador dos Estados Unidos no Brasil em 1964, admitiu que a CIA havia comprado parlamentares brasileiros por cinco milhões de dólares para o golpe contra João Goulart, além do suporte logístico e bélico. Isso levou a família Goulart a levantar um processo de indenização por danos morais, patrimoniais e à imagem contra os Estados Unidos, com o desejo de eventualmente levar o caso para o Tribunal de Haia.
A 3ª Turma do Superior Tribunal de Justiça, sob relatoria da ministra de Nancy Andrighi, teria de decidir se o ato foi um ato de império ("todo aquele que contém uma ordem ou decisão coativa da administração para o administrado, como o é um decreto expropriatório, um despacho de interdição de atividade ou uma requisição de bens") ou ato de gestão ("ato de gestão são os que a Administração pratica sem usar de sua supremacia sobre os destinatários. Tal ocorre nos atos puramente de administração dos bens e serviços públicos e nos negociais com os particulares, que não exigem coerção sobre os interessados"). Essa ação foi uma apelação após o juiz federal da 10ª Vara da Seção Judiciária do Rio de Janeiro ter extinto o processo, sob interpretação de ter sido um ato de império.
O Tribunal Regional Federal da 2ª Região considerou que a competência para cuidar do caso é do STJ. Nancy Andrighi considerou que os Estados Unidos cometeram um ato de gestão, assim, acolhendo o recurso. Porém, não houve consenso entre os ministros da 3ª Turma.
Em março de 2008, o ministro Sidnei Beneti do Superior Tribunal de Justiça adiou a análise da ação. O julgamento foi retornado no dia 24 de junho de 2008. O STJ por fim indeferiu o caso, por considerar que os Estados Unidos possuem imunidade na legislação Brasileira e o STF por fim negou o prosseguimento do pedido em 2010, ao reconhecer que os Estados Unidos tem imunidade contra a legislação brasileira.

### Campanha presidencial em 2018
Foi lançado pelo Partido Pátria Livre (PPL) como candidato à presidência do Brasil para as eleições de 2018, sendo Léo da Silva Alves candidato à vice-presidência. Sua campanha teve como proposta a retomada das reformas trabalhistas e sociais que, segundo o candidato, "vinham sendo desenvolvidas e o processo foi interrompido com o golpe militar de 1964". Após o pleito, ficou em último lugar, obtendo 30 176 votos (0,03% dos votos válidos) em sufrágio universal.
Em dezembro de 2018, para evitar a cláusula de barreira, o Partido Pátria Livre (PPL) de Goulart Filho incorporou-se ao Partido Comunista do Brasil (PCdoB).

### Eleições 2022

#### Pré-candidatura ao Distrito Federal
No dia 18 de dezembro de 2021, o Partido Comunista do Brasil lançou João Vicente como pré-candidato ao governo do Distrito Federal e Ana Prestes como pré-candidata ao Senado. Porém, no dia 16 de julho de 2022, foi anunciado que sua pré-candidatura foi retirada em favor do apoio do partido ao pré-candidato Leandro Grass (PV).

## Obras publicadas
- Civilização Brasileira, ed. (2016). Jango e eu: Memórias de um exílio sem volta. Rio de Janeiro: [s.n.] 350 páginas. ISBN 978-8520010921, finalista do Prêmio Jabuti.[22]
- Recanto das Letras, ed. (2018). Entre Anjos e Demônios/poemas do exílio. [S.l.: s.n.] 74 páginas. ISBN 9788569943655.[23]

### Texto
- João Vicente Goulart (2 de julho de 2018). «O Brasil perdeu a Guerra Fria em 1964»

## Desempenho em eleições
| Ano  | Eleição                        | Cargo              | Partido | Coligação     | Vice                     | Votos  | %     | Resultado  |
| ---- | ------------------------------ | ------------------ | ------- | ------------- | ------------------------ | ------ | ----- | ---------- |
| 1982 | Estaduais no Rio Grande do Sul | Deputado estadual  | PDT     | Sem coligação | —                        | 32.576 | -     | Eleito     |
| 2010 | Distritais                     | Deputado distrital | PDT     | Sem coligação | —                        | 674    | 0,5%  | Suplente   |
| 2018 | Presidenciais                  | Presidente         | PPL     | Sem coligação | Léo da Silva Alves (PPL) | 30.176 | 0,03% | Não eleito |